# Adam Croasdell
Adam Croasdell (República de Rodesia, 10 de julio de 1980) es un actor británico de origen zimbabuense. 
Ha aparecido en televisión como Supernatural, The Chase, Holby City, Peak Practice, London's Burning, Un gato en el palomar de Agatha Christie y Ultimate Force.
En 2009, fue elegido para el papel del Doctor Al Jenkins en la telenovela de BBC, EastEnders.
Él también ha aparecido en películas como The Prince and Me 3: A Royal Honeymoon y Attack Force en la escena.

## Carrera
En 2009, Croasdell confirmó que sería el doble del actor Daniel Craig en un videojuego publicado en 2010, en el que interpreta el papel de James Bond.
Croasdell fue invitado para actuar en la serie de televisión estadounidense Supernatural, interpretando al dios nórdico Baldur en el episodio 19 de la temporada 5, "Hammer of the Gods". También actuó en la serie Body of Proof desde el episodio 9 – "Gross Anatomy" como Ronan Gallagher que se emitió en los EE. UU. el 29 de noviembre de 2011 y en el Reino Unido el 1 de marzo de 2012.
Él interpretó al Coronel Elmer Ellsworth, la primera víctima conspicua de la Guerra Civil, en la película de 2012 Saving Lincoln.
En 2015, interpretó a Brennan Jones, el padre del Capitán Garfio, en el drama de fantasía ABC Once Upon a Time.
En 2016, dobló al personaje Ignis Scientia en el videojuego Final Fantasy XV.

## Filmografía

### Películas
| Año  | Título                                 | Papel                   | Notas                               |
| ---- | -------------------------------------- | ----------------------- | ----------------------------------- |
| 1998 | Tarzan and the Lost City               | Lewis                   |                                     |
| 2000 | Fatboy and Twintub                     | Twintub                 | Cortometraje                        |
| 2002 | Flyfishing                             | Phil                    |                                     |
| 2004 | Nature Unleashed: Avalanche            | Thom                    |                                     |
| 2006 | Attack Force                           | Aroon                   |                                     |
| 2006 | True True Lie                          | Shaun Rednik            |                                     |
| 2007 | Too Much Too Young                     | Baz Chambers            |                                     |
| 2007 | God's Wounds                           | Tony Clements           |                                     |
| 2008 | The Prince and Me 3: A Royal Honeymoon | Scott                   |                                     |
| 2012 | Werewolf: The Beast Among Us           | Stefan                  |                                     |
| 2013 | Saving Lincoln                         | Coronel Elmer Ellsworth |                                     |
| 2013 | Stevie the Hopposaurus                 | Narrador                | Solo voz, cortometraje              |
| 2013 | Extraction                             | Alexi Vodanova          |                                     |
| 2016 | Hatchet Hour                           | Isaac "Izzy" Friedman   |                                     |
| 2016 | Kingsglaive: Final Fantasy XV          | Ignis Scientia          | Voz, escena de créditos posteriores |

### Televisión
| Año     | Título                   | Papel                        | Notas                                  |
| ------- | ------------------------ | ---------------------------- | -------------------------------------- |
| 1997    | Natural Rhythm           | Joel Cunningham              |                                        |
| 2000    | The Creatives            | Franck                       | Episodio: "Lenny the Bruce"            |
| 2000    | Holby City               | Marcus Sanders / Jason Hicks | Episodio: "The Trouble with the Truth" |
| 2001    | Smack the Pony           | Varios personajes            | 5 episodios                            |
| 2001    | Risk                     | Jim                          | Episodio: "Kim Goes Undercover"        |
| 2001    | Peak Practice            | Tony Preston                 | Episodios "#12.1" y "#12.2"            |
| 2001    | Dark Realm               | Mike                         | Episodio: "Johnny's Guitar"            |
| 2002    | Así somos                | Tom                          | Episodio: "Nicki's POV"                |
| 2002    | London's Burning         | Fraser                       | Episodio: "#2.1"                       |
| 2002    | The Project              | Josh                         | Película de televisión                 |
| 2003    | Lenny Henry in Pieces    | Paul                         | Episodio: "#2.1"                       |
| 2003    | Leonardo                 | Michelangelo                 |                                        |
| 2005    | Ultimate Force           | Pierre Du Preez              | Episodio: "Never Go Back"              |
| 2007    | The Chase                | Sebastian Montgomery         | Papel recurrente, 9 episodios          |
| 2008    | Heartbeat                | Chaz Enderby                 | Episodio: "The Devil Rides Out"        |
| 2008    | Agatha Christie's Poirot | Adam Goodman                 | Episodio: "Cat Among the Pigeons"      |
| 2009–10 | EastEnders               | Dr. Al Jenkins               | 43 episodios                           |
| 2010    | Supernatural             | Baldur                       | Episodio: "Hammer of the Gods"         |
| 2011    | Body of Proof            | Ronan Gallagher              | Episodio: "Gross Anatomy"              |
| 2012    | Bond, James Bond         | James Bond                   | Papel principal, 6 episodios           |
| 2013    | NCIS: Los Angeles        | Jamal Avlurov                | Episodio: "The Chosen One"             |
| 2013    | Nikita                   | Kosta Bechiraj               | Episodio: "Brave New World"            |
| 2014–15 | Doc McStuffins           | Wildlife Will                | Solo voz, 2 episodios                  |
| 2014–16 | NCIS                     | Joven Angus Clarke           | 3 episodios                            |
| 2015    | Hot in Cleveland         | Earl of Cleveland            | Episodio: "We Could Be Royals"         |
| 2015    | Guy Theory               | Aaron Alexander              | Episodio: "Perfect Storm"              |
| 2015    | The Exes                 | Chris                        | Episodio: "Knotting Phil"              |
| 2015    | Once Upon a Time         | Brennan Jones                | Episodio: "Swan Song"                  |
| 2015    | Change of Heart          | Jared Blasco                 | Película de televisión                 |
| 2016    | #TheAssignment           | Adam                         | Papel principal, 14 episodios          |
| 2017    | Reign                    | Bothwell                     | Papel recurrente, 10 episodios         |
| 2018    | Preacher                 | Eccarius                     | 6 episodios                            |

### Videojuegos
| Año  | Título                         | Papel             | Notas                 |
| ---- | ------------------------------ | ----------------- | --------------------- |
| 2010 | James Bond 007: Bloodstone     | James Bond        | Captura de movimiento |
| 2012 | Fable: The Journey             | Ghost No. 1       | Voz                   |
| 2013 | Dead Island: Riptide           | John Morgan       | Voz                   |
| 2014 | Middle-earth: Shadow of Mordor | Torvin            | Voz                   |
| 2015 | The Order: 1886                | Voces adicionales | Voz                   |
| 2016 | Final Fantasy XV               | Ignis Scientia    | Voz                   |
| 2017 | Halo Wars 2                    | Voces adicionales | Voz                   |